# Phare de Miah Maull Shoal

Le phare de Miah Maull Shoal (en anglais : Miah Maull Shoal Light) est un phare offshore  à caisson situé sur le côté nord du chenal de navigation de la baie de la Delaware, au sud-ouest de l'embouchure de la Maurice River (en) dans le comté de Cumberland, New Jersey.  
Il est inscrit au Registre national des lieux historiques depuis le 4 février 1991 sous le n° 90002188 .

## Historique
Ce feu, le dernier phare au large à avoir été érigé dans la baie de la Delaware, marque l'un d'une série de hauts-fonds le long du côté est du chenal de navigation, entre le phare de Elbow of Cross Ledge et le phare de Brandywine Shoal. Le nom de ce haut-fond commémore Néhémiah Maull, un pilote de rivière qui s'est noyé en 1780 lorsque le navire dans lequel il avait l'intention de naviguer jusqu'en Angleterre afin de réclamer un héritage a été détruit sur le haut-fond alors sans nom.
Ce phare et le phare de Elbow of Cross Ledge étaient destinés à remplacer le phare de Cross Ledge, et les crédits pour les deux ont été demandés pour la première fois en 1904. Dans le cas de ce phare, sa construction a été retardée par l'incapacité de l'entrepreneur à construire le caisson dans les délais, de sorte que celui-ci n'a pas été mis en place avant 1909. Un abri en bois a été monté et une lumière a été exposée pour la première fois en septembre, mais la superstructure n'a été achevée qu'en 1913, toujours en raison de soucis financiers.
À l'origine, le phare était peint en brun et une lentille de Fresnel de quatrième ordre importée de France a été utilisée. Cet objectif a ensuite été remplacé par un modèle de fabrication américaine qui a servi jusqu'au début des années 2000. Vers 1940, la superstructure a été repeinte en rouge, couleur qu'elle a conservée depuis. Les gardiens de cette lumière contrôlaient aussi le phare de Elbow of Cross Ledge jusqu'à ce qu'il soit automatisé en 1951. En 1973, la lumière a été automatisée.
La lentille de Fresnel a récemment été remplacée par une balise conventionnelle moderne de 500 mm, l'ancienne lentille devant être exposée au phare d'East Point .
En juin 2011, la General Services Administration a mis gratuitement le phare de Miah Maull Shoal à la disposition des organismes publics désireux de les conserver. 

## Description
Le phare  est une tour métallique posée sur un caisson de 14 m de haut, avec double galerie et lanterne. Le phare est peint en rouge vif, la lanterne est noire avec un toit blanc et le caisson est gris
Son feu à occultations  émet, à une hauteur focale de 18 m, une  longue lumière blanche durant trois secondes par période de 4 secondes. Sa portée est de 15 milles nautiques (environ 28 km). Il possède aussi un feu à secteurs rouges couvrant les hauts-fonds voisins avec une portée de 12 milles nautiques (environ 22 km). Il est équipé d'une corne de brume émettant un souffle toutes les 10 secondes. Il possède un transpondeur radar émettant la lettre M en code morse.

## Caractéristiques dufeu maritime
Fréquence : 4 secondes (W)
- Lumière : 3 secondes
- Obscurité : 1 seconde

Identifiant : ARLHS : USA-492 ; USCG : 2-1585 ; Admiralty : J1268 .

### Lien connexe
- Liste des phares du New Jersey